# 池田一夫
池田 一夫（いけだ かずお、1906年前後 - 1971年3月12日）は、日本の映画プロデューサー、映画会社経営者、元映画雑誌編集者である。編集者時代の1930年代には古川緑波（古川ロッパ）と親しい交流があり、『古川ロッパ昭和日記』にしばしば登場した。1936年（昭和11年）にコロムビア映画に入社して配給畑に転じ、さらに製作畑に転じて東京発声映画製作所、東宝映画、松竹大船撮影所を経て、第二次世界大戦後に独立した。「ピンク映画第1号」とされる成人映画『肉体の市場』（監督小林悟、配給大蔵映画）を製作した人物としても知られる。

## 人物・来歴
1906年（明治39年）前後に生まれる。
1920年代後半に早稲田大学を中途退学し、1928年（昭和3年）、東亜キネマの雑誌『東亜映画』編集部に在籍する。同編集部や顧問には岡部龍、田中三郎、古川緑波らがいた。東亜キネマは1932年（昭和7年）に消滅しており、その後は市川彩の国際映画通信社に在籍する。古川の『古川ロッパ昭和日記』によれば、1933年（昭和8年）4月1日に浅草公園六区・常盤座で旗揚げした「笑の王国」は同年中に金龍館に移り、同年末から興行が始まった『凸凹世界漫遊』の舞台後に酒や茶を飲む仲間として、生駒雷遊や友田純一郎とともに池田の名を挙げている。1935年（昭和10年）には『キネマ旬報』の「ヴァリエテ欄」に連載を持ち、新宿・ムーランルージュの女優・轟美津子や、浅草公園六区・オペラ館の「ヤパンモカル」、同じく金龍館の「笑の王国」等の軽演劇について書いた。当時の同欄には飯田心美、村上忠久、如月敏、岸松雄、瀧井孝二、友田純一郎、蘆原英了、内田岐三雄、滋野辰彦、西村晋一、水町青磁、飯島正らが書いていた。
同年2月には、松竹蒲田撮影所出身の重宗務（重宗和伸）が東京発声映画製作所（東京発声）を設立したが、のちに池田はこれに参加することになる。『古川ロッパ昭和日記』によれば、1936年（昭和11年）3月5日には「みや古で池田一夫のコロムビア映画社入りを祝ふ会」が開かれており、この時期に洋画配給のコロムビア映画に入社している。1938年（昭和13年）には所長秘書兼宣伝部長として東京発声の経営に名を連ねる。古川によれば、1939年（昭和14年）2月1日には、富士見町の喜京家（現在の喜京家ビル、千代田区九段南2丁目）で行われた大辻司郎の渡米送別会に重宗とともに乱入し、古川とは険悪な関係になったようである。古川曰く、池田は「生活に負けた姿で、頭が何うかしてるとしか思へない」。
同社は1941年（昭和16年）12月に東宝映画（現在の東宝）に吸収され、重宗和伸、八木保太郎、豊田四郎らとともに東宝映画とプロデューサー契約を結んだ 翌1942年（昭和17年）には松竹大船撮影所に移籍、企画掛長を務めた。このころまでは淀橋区柏木1丁目（現在の新宿区西新宿8丁目）に住んでいたが、移籍を期に鎌倉市に居を構え、戦後も同市に暮らした。第二次世界大戦末期に手がけた企画として、情報局選定の国民映画としての『決戦』（監督萩山輝男・吉村公三郎、1944年2月24日公開）、『陸軍』（監督木下惠介、1944年12月7日公開）がある。

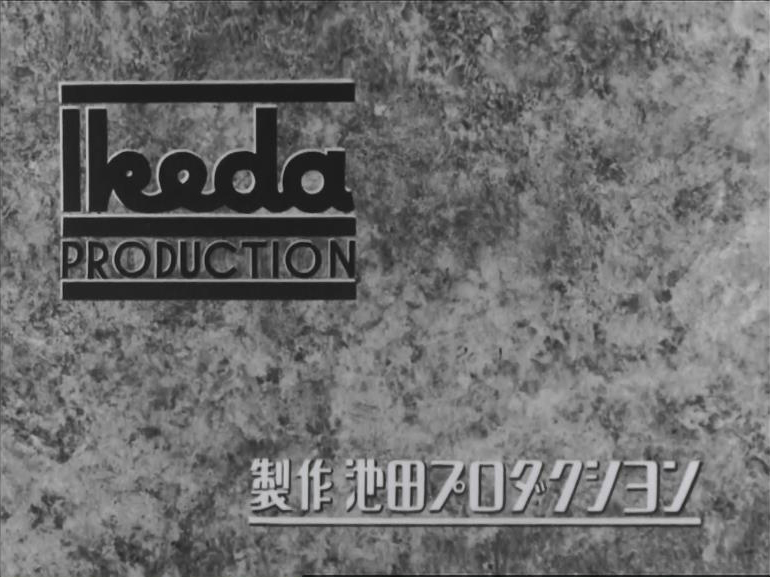
池田プロダクションのオープニングタイトル（1954年）。

戦後は、1950年（昭和25年）5月に篠勝三が設立した新映画に所属し、『湯の町情話』（監督伊賀山正徳、配給大映、1951年）や『あぶない年頃』（監督蛭川伊勢夫、配給東宝、1953年）等を製作した。

1953年（昭和28年）には独立し、株式会社池田プロダクションを設立、のちに改称して協立映画とする。同年3月15日に発行された『キネマ旬報』3月下旬号（第59号）には、『座談會 獨立プロはこう考える』が掲載されたが、池田は、北星映画の稲村喜一、新星映画の嵯峨善兵、スタジオエイトプロダクションの平尾郁次、アカデミープロダクションの浅田健三、現代ぷろだくしょんの山村聰、松崎プロダクションの松崎啓次、映画史家の田中純一郎とともにこれに出席した。「池田プロダクション第一回作品」として製作した映画は『若夫婦は朝寝坊』（監督小田基義）、1954年（昭和29年）1月9日に公開された。
1962年（昭和37年）1月、かつて東京発声が開いた撮影所（現在のオークラランド）を所有する元新東宝社長の大蔵貢が、大蔵映画を設立、「設立第1号作品」として70mmフィルムによる超大作『太平洋戦争と姫ゆり部隊』（監督小森白）を製作・配給したが、同作の4月7日の公開に先立つ同年2月27日、成人映画『肉体の市場』（監督小林悟）を池田は協立映画として製作、大蔵映画が配給して公開している。同作はいわゆる「エロダクション」による「ピンク映画第1号」とされているが、ローランド・ドメーニグは、協立映画を大蔵映画のダミー会社、池田を名義上の経営者であると指摘している。同作は当時の「映画倫理管理委員会」（新映倫、現在の映画倫理委員会）の審査を通過して公開したにもかかわらず、同年3月15日に警視庁に刑法174条に触れるとして摘発を受け、池田は配給元の大蔵映画営業部長の武田俊一とともに出頭を命じられ、約11分間分の削除を要請されている。しかしながら同作は大ヒットし、追って公開された超大作は商業的に失敗、大蔵映画では同作の利益で超大作の出費の穴埋めをしたという。
大蔵映画は低予算成人映画の製作・配給に舵を切り、1966年（昭和41年）には撮影所を一部閉鎖・縮小するに至るが、その後の池田も協立映画も、成人映画の製作に奔走することなく、『女子学生が見た』（監督宮口圭、配給大蔵映画、1966年公開）、『悪徳医 産婦人科日記』（監督福田晴一、配給日本シネマフィルム、1966年公開）、『銭と肌 巷説三億円強奪事件』（監督福田晴一、配給新東宝興業、1969年公開）の3作の成人映画を製作し、各社に供給するにとどまった。1969年（昭和44年）3月に公開された『銭と肌 巷説三億円強奪事件』以降は、作品の記録がみられない。
1971年（昭和46年）3月12日、64歳で死去した。

## フィルモグラフィ
クレジットはすべて「企画」あるいは「製作」である。東京国立近代美術館フィルムセンター（NFC）等の所蔵状況についても記す。
- 『決戦』（『決戦 情報局選定国民映画』） : 演出萩山輝男、構成吉村公三郎、脚本久板栄二郎、製作松竹大船撮影所、配給映画配給社（白系）、1944年2月24日公開 - 企画、100分の上映用プリントをNFCが所蔵[4]
- 『陸軍』 : 演出木下惠介、原作火野葦平、脚色池田忠雄、製作松竹大船撮影所、配給映画配給社（白系）、1944年12月7日公開 - 企画
- 『湯の町情話』 : 監督伊賀山正徳、脚本倉谷勇、製作新映画、配給大映、1951年8月17日公開（映倫番号 なし） - 製作
- 『あぶない年頃』 : 監督蛭川伊勢夫、脚本浅野辰雄、製作新映プロダクション、配給東宝、1953年4月29日公開（映倫番号 なし） - 製作

1954年（昭和29年）以降については、

## ビブリオグラフィ
国立国会図書館蔵書による池田の論文・エッセイ等の一覧。
- 「轟美津子のこと」 : 『キネマ旬報』第544号所収、キネマ旬報社、1935年6月発行、p. 73.
- 「ヤパンモカル」 : 『キネマ旬報』第546号所収、キネマ旬報社、1935年7月発行、p. 74.
- 「ヤパンモカル」 : 『キネマ旬報』第548号所収、キネマ旬報社、1935年8月発行、p. 94-95.
- 「ヤパンモカル」 : 『キネマ旬報』第550号所収、キネマ旬報社、1935年8月発行、p. 92-93.
- 「笑の王國とヤパンモカル」 : 『キネマ旬報』第552号所収、キネマ旬報社、1935年9月発行、p. 69-70.
- 「ヤパン・モカルと笑の王國」 : 『キネマ旬報』第553号所収、キネマ旬報社、1935年9月発行、p. 90-91.
- 「ヤパンモカル」 : 『キネマ旬報』第555号所収、キネマ旬報社、1935年10月発行、p. 99-100.
- 「淺草的雜色の中から」 : 『キネマ旬報』第558号所収、キネマ旬報社、1935年11月発行、p. 88.
- 「ヤパン・モカル」 : 『キネマ旬報』第561号所収、キネマ旬報社、1935年12月発行、p. 91-92.
- 「『國際映畫通信』を見送るの夕」石井迷花・出口竸・本間賢治・峯岸義一・三輪盛吉・川喜田練七郎・池田一夫・橋本亥三郎・柴田良保 : 『わが映画事業論』所収、編集市川彩、国際映画通信社出版部、1941年発行、p. 298.
- 「座談會 獨立プロはこう考える」稲村喜一・嵯峨善兵・平尾郁次・池田一夫・浅田健三・山村聰・松崎啓次・田中純一郎 : 『キネマ旬報』1953年3月下旬号（第59号）所収、キネマ旬報社、1953年3月15日発行、p. 67-71.